# Divina comedia
La Divina comedia (en italiano moderno: Divina Commedia, en toscano: Divina Comedìa), también conocida simplemente como Comedia, es un poema escrito por Dante Alighieri. Se desconoce la fecha exacta en que fue redactado aunque las opiniones más reconocidas aseguran que el Infierno pudo ser compuesto entre 1304 y 1308, el Purgatorio de 1307 a 1314 y, por último, el Paraíso de 1313 a 1321, fecha del fallecimiento del poeta. Se considera por tanto que la redacción de la primera parte habría sido alternada con la redacción del Convivium y De vulgari eloquentia, mientras que De monarchia pertenecería a la época de la segunda o tercera etapa, a la última de las cuales hay que atribuir sin duda la de dos obras de menor empeño: la Cuestión de agua y La Tierra y las dos églogas escritas en respuesta a sendos poemas de Giovanni de Regina.
Es la creación más importante de su autor y una de las obras fundamentales de la transición del pensamiento medieval (teocentrista) al renacentista (antropocentrista). Es considerada la obra maestra de la literatura italiana, de la literatura medieval y una de las cumbres de la literatura universal.

## Características

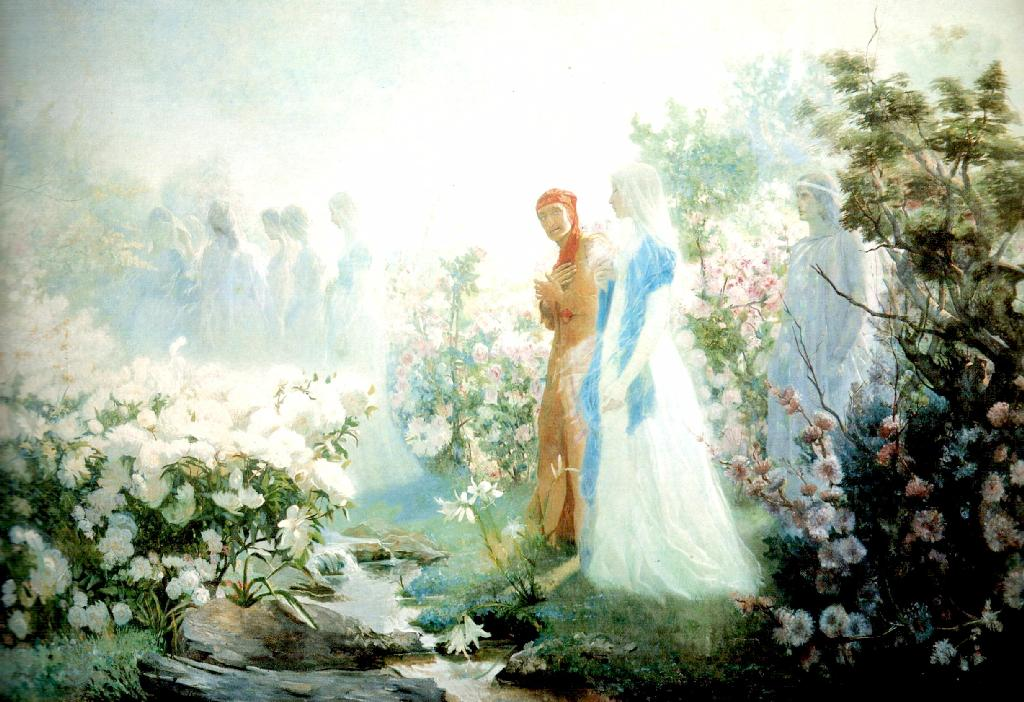
Dante y Beatriz a orillas del Leteo (1889), de Cristóbal Rojas.

Dante Alighieri llamó sencillamente Commedia a su libro, pues, de acuerdo con el esquema clásico, no podía ser una tragedia, ya que su final es feliz. Fue el escritor y humanista Giovanni Boccaccio quien añadió el adjetivo "divina" durante la época en la que se encargó de leerla y comentarla públicamente por diferentes ciudades italianas, también por ser un poema que canta a la cristiandad. El libro suele presentarse actualmente con un gran cuerpo de notas que ayudan a entender quiénes eran los personajes mencionados. Estos comentarios incluyen interpretaciones de las alegorías cristianas o significados místicos que contendría el texto. Miguel Asín Palacios, por otra parte, destacó la importancia de la escatología musulmana en la estructura del Infierno dantesco, y en particular del Risālat al-Ghufrān, que Al-Maʿarri publicó en el año 1033.
La Divina comedia se considera una de las obras maestras de la literatura italiana y universal. Dante resume en ella todo el amplio conocimiento acumulado durante siglos, desde los antiguos clásicos hasta el mundo medieval; su fe religiosa y sus convicciones morales y filosóficas. El estilo de la obra posee un rico lenguaje lleno de símbolos y frecuentes referencias a personajes históricos y de la antigua mitología. Numerosos artistas de todos los tiempos crearon ilustraciones sobre ella; destacándose entre ellos las de Sandro Botticelli, Gustave Doré, Salvador Dalí, William Blake, William-Adolphe Bouguereau y Miquel Barceló. Dante Alighieri la escribió en dialecto toscano, matriz del italiano actual, el cual se usó entre los siglos XI y XII. Dante finaliza cada una de las cánticas utilizando la palabra estrellas (stelles); conectándolas, a pesar de sus marcadas diferencias.
Aunque la Divina comedia es principalmente un poema religioso, que discute el pecado, la virtud y la teología, Dante también discute varios elementos de la ciencia de su época, como por ejemplo: las implicaciones de una Tierra esférica y las estrellas visibles en el hemisferio sur o analiza la importancia del método experimental en la ciencia, en las líneas 94-105 del Canto II del Paraíso.

## Estructura

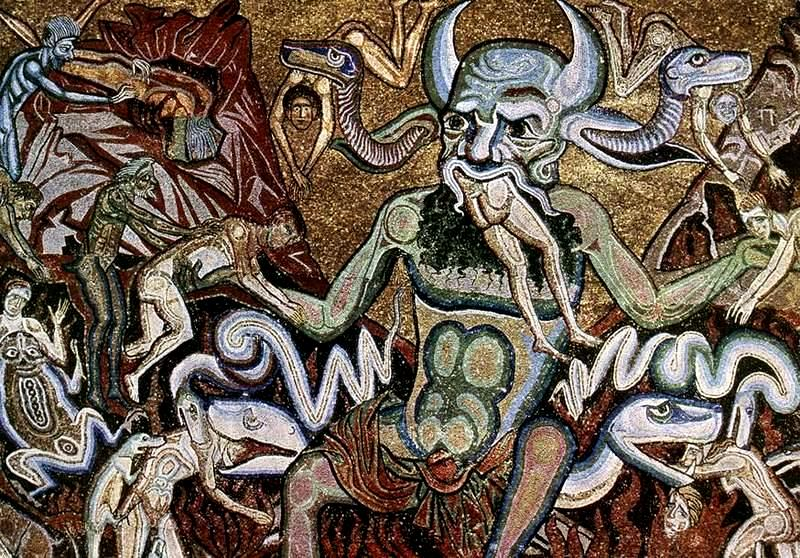
Detalle de infierno: Mosaico que representa el Juicio Final por Coppo di Marcovaldo, Museo Baptisterio de San Juan. El poeta Dante Alighieri fue bautizado en este lugar.

Cada una de sus partes (Infierno, Purgatorio y Paraíso) está dividida en cantos, cada uno consta de treinta y tres cantos, y más el canto introductorio suman 100 cantos en total. Cada canto fue compuesto por tercetos entrelazados endecasílabos o terza rima que, se dice, él mismo inventó.
El poema se ordena en función del simbolismo del número tres, que evoca la Santísima Trinidad (el Padre, el Hijo y el Espíritu Santo), el equilibrio, la estabilidad y el triángulo, las tres proposiciones que componen el silogismo, lo que se sumaba al cuatro, que representaba los cuatro elementos: Tierra, aire, fuego y agua, dando como resultado el número siete, como siete son los pecados capitales. Finalmente, el Infierno está dividido en nueve  círculos, el Purgatorio en siete y el Paraíso queda formado por nueve esferas que giran como los planetas en torno al Sol.
Toda la obra está llena de símbolos que remiten al conocimiento y al pensamiento medievales; religión, astronomía, filosofía, matemáticas, óptica, etcétera, que se encarnan en personajes, lugares y acciones.
El poema cuenta con un personaje principal: Dante, que personifica a la humanidad, y representa la tentación del pecado. Luego cuenta con dos personajes secundarios: Beatriz, que personifica la Fe y lleva a Dante a cada una de las esferas del paraíso, hasta el Empíreo, espacio inmóvil, donde contempla la Rosa mística formada por Dios y sus elegidos; y Virgilio, que hace otro tanto con la razón.
El Paraíso representa el saber y la ciencia divina. El Infierno representa al ser humano frente a sus pecados y sus funestas consecuencias. El Purgatorio, la lenta purificación de sus culpas hasta la liberación. En esta obra el autor narra con extraordinario realismo un maravilloso viaje durante el que se encuentra con las almas de grandes y terribles personajes de la historia; es un canto a la humanidad que sólo en la fe en Dios encuentra su felicidad.
La estrofa por su parte está compuesta por tres versos, y cada una de las cánticas cuenta con treinta y tres cantos, más el canto introductorio, de manera que la obra completa se compone de cien cantos.
Se usa un tipo de rima original, la terza rima o terceto encadenado.
Nel mezzo del cammin di nostra vita
mi ritrovai per una selva oscura,
ché la diritta via era smarrita.
Ahí quanto a dir qual era è cosa dura
esta selva selvaggia e aspra e forte
che nel pensier rinova la paura!
Dante también utiliza el número diez tanto como cabalístico que como número pitagórico, que se aprecia en los cien (diez al cuadrado) cantos de la comedia, compuestos por los treinta y tres de cada reino, más el de introducción al Infierno. También es notable la importancia decimal de los diez niveles del Infierno, que son nueve círculos del Infierno más el anteinfierno, donde se encuentran los ignavi, es decir, los indiferentes.
La estructura matemática de la Divina comedia, por otra parte, es mucho más compleja de lo que aquí se esboza[cita requerida]. El poema puede leerse según los cuatro significados que se atribuyen a los textos sagrados: literal, moral, alegórico y anagógico. En este poema, Dante hace gala además de un gran poder de síntesis que es característico de los grandes poetas.
La estructura también afecta a los registros lingüísticos: en el infierno se utiliza un lenguaje vulgar, el texto del Purgatorio está lleno de citas bíblicas y el del Paraíso, de himnos y cantos litúrgicos.
Antes de emprender el viaje hacia los tres mundos, Dante despierta en una selva oscura sin saber por qué llegó ahí. Cuando se habla de selva oscura se hace referencia a algo malo, a lo contrario a Dios, ya que esa selva era oscura, era mala. En esa selva se describe un paisaje inicial en el cual se ve el sol, las estrellas, la playa y la colina. El Sol en representación de la divinidad, de Dios, la colina es el camino que debe subir para llegar a Dios, y Dante no puede llegar a esa luz porque en el camino se encuentra con tres fieras que son obstáculos para él, cada fiera representando un pecado. Ahí se encuentra con Virgilio y después de una conversación con este, comienza su viaje.

### Infierno

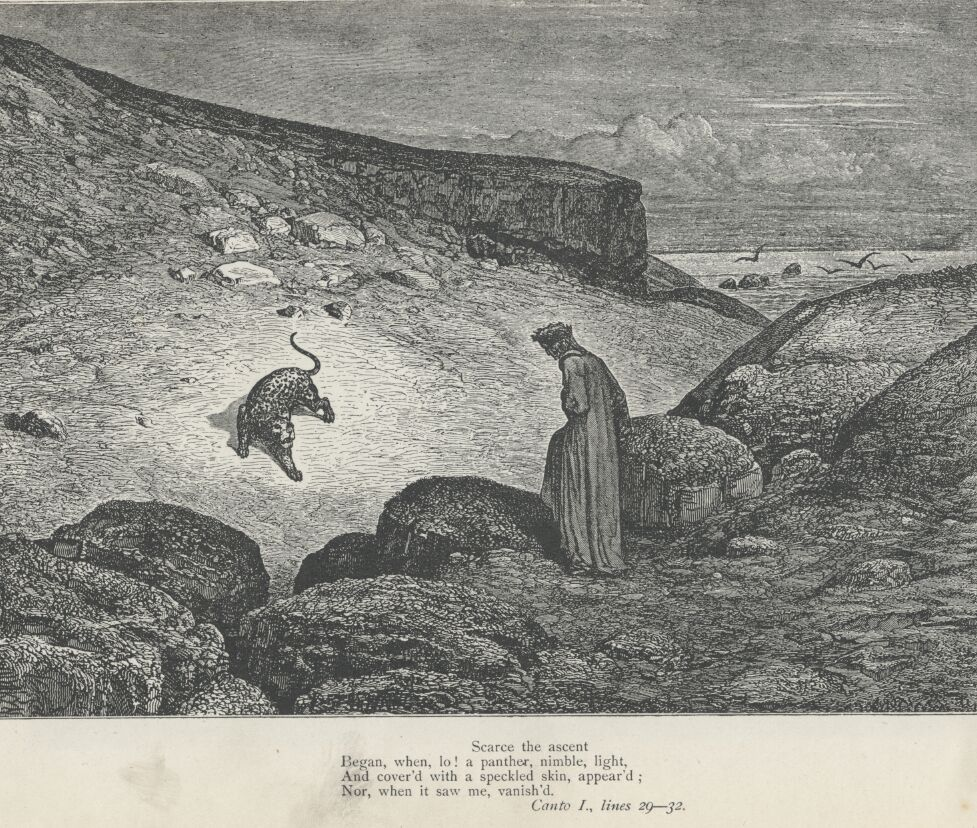
Infierno, Canto I (por Gustave Doré).

La primera parte describe cómo Dante se halla perdido en un bosque oscuro en su mediana edad y entra en una cueva al pie del monte Sion, cerca de Jerusalén. Tres animales alegóricos le salen al paso: una pantera, una loba y un león. Estos animales representan los pecados que pueden atacar a Dante. La pantera representa la lujuria y la ciudad de Florencia que lo ha exiliado. La loba es, según los comentaristas, el pecado de la codicia, y más allá de esto el poder temporal del Papa en Roma. El león representa la soberbia, y el poder de Francia, que pretendía dominar Italia. Después se narra el descenso del autor al infierno, acompañado por el poeta latino Virgilio, autor de la Eneida, a quien Dante admiraba y que, en la Edad Media, tenía una curiosa fama de mago, particularmente en Nápoles. Acompañado por su maestro y guía, desciende al infierno, que tiene forma de cono con la punta hacia abajo y que, como indica Agnelli en la obra, se indican diez giros a la izquierda, infiriendo que cada uno es de 36°, formando así una circunferencia completa al final.
En el infierno, los poetas se encontrarán con los que están siendo sometidos a castigo, según la gravedad de los pecados cometidos en vida. En las puertas, se advierte: "Lasciate ogni speranza, voi ch'entrate" / "Quien entre aquí, abandone toda esperanza". 
El primer círculo corresponde al limbo, donde se encuentran las almas inocentes de los que obraron bien, pero desconocieron el mensaje de Jesucristo porque nacieron antes que él. Esas almas no sufren, pero no pueden participar del Paraíso. Allí se encuentra un grupo de cinco grandes poetas, entre los cuales Virgilio es aceptado como el sexto.

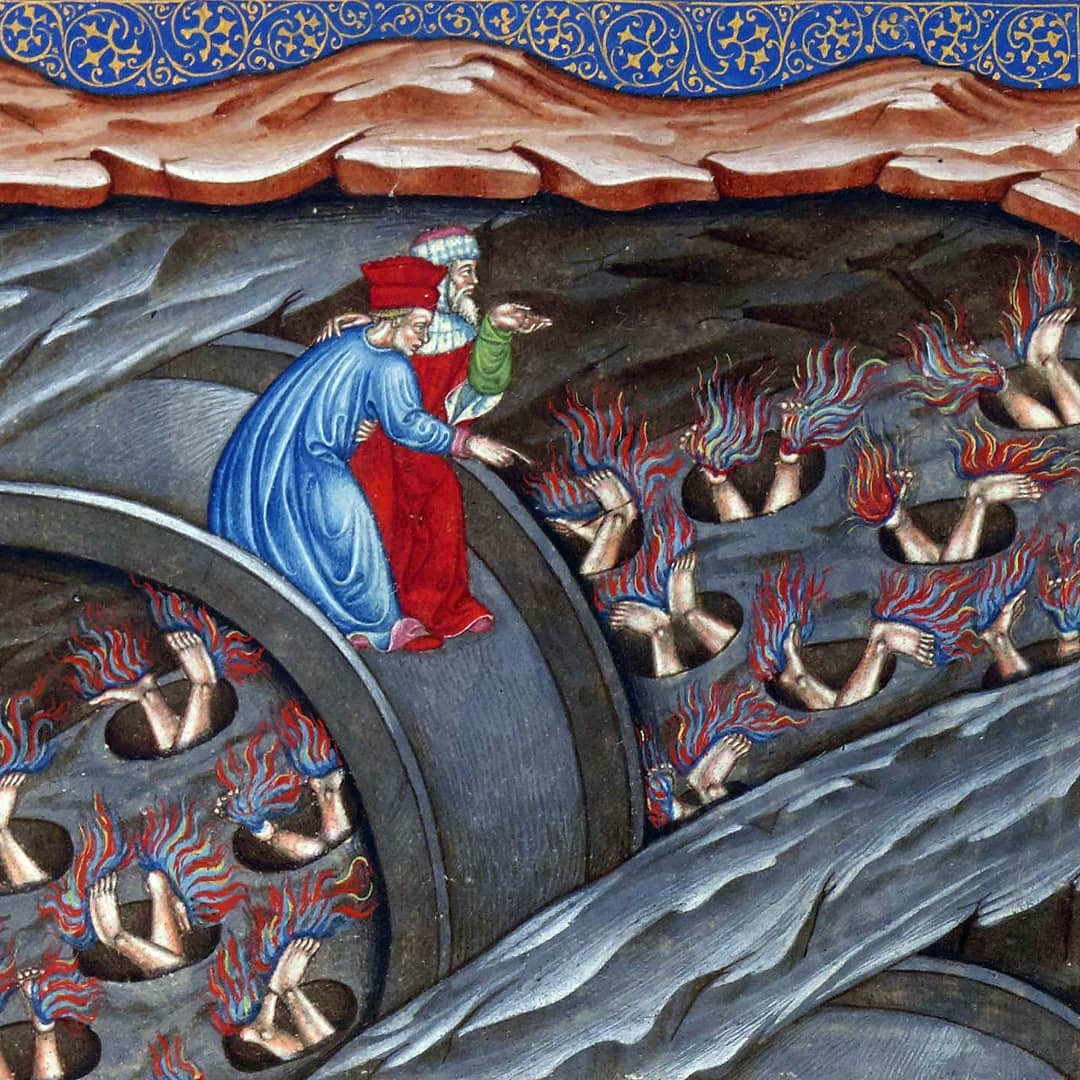
Dante en el infierno. Miniatura lombarda c.1430-1450

Dante encuentra en el infierno a muchos personajes antiguos pero también de su época (muchos de ellos, enemigos de Dante o que colaboraron en su destierro), y cada uno de ellos narra su historia brevemente a cambio de que Dante prometa mantener vivo su recuerdo en el mundo; cada castigo se ajusta a la naturaleza de su falta (contrapasso) y se repite eternamente. Jorge Luis Borges cita como los mejores pasajes la historia de Paolo y Francesca, amantes adúlteros que se conocieron al leer en el libro de Lanzarote los amores de la reina Ginebra y Lanzarote, que fue motivo de inspiración y homenaje por poetas románticos y contemporáneos, así como la historia del conde Ugolino da Pisa, que se comió a sus propios hijos, y del último viaje de Ulises. Son también impresionantes el tránsito por el bosque de los suicidas, la travesía del desierto donde llueve el fuego, donde Dante se encuentra a su maestro Brunetto Latini, y la llanura de hielo de los traidores, considerados los peores pecadores entre todos. En el último círculo "judesco", el Canto trigésimo cuarto, Dante se encuentra en la cuarta zona del noveno círculo, en el hielo del Cocito, donde son castigados los traidores de los benefactores, durante la noche del 9 de abril de 1300 (Sábado Santo), o, según otros comentadores, del 26 de marzo de 1300. Los traidores están sumergidos en hielo y, al llorar, las lágrimas les cortan los ojos. Se describe a Lucifer como un demonio de tres cabezas; dentro de su boca principal se hallaba Judas, al cual mordía con sus filosos colmillos como un juguete, mientras éste gritaba de dolor; en las otras, mordía a los asesinos de Julio César, Marco Junio Bruto y Casio.
Agarrados al pelaje de Lucifer van descendiendo pero, de repente, se encuentran subiendo, porque han pasado el centro de la Tierra y se encaminan a las antípodas. Allí vuelven a ver las estrellas.

### Purgatorio
En esta segunda parte, Dante y Virgilio atraviesan el Purgatorio, una montaña de cumbre plana y laderas escalonadas y redondas, simétricamente al infierno. En cada repisa o escalón se redime un pecado, pero los que allí habitan están contentos porque poseen esperanza y saben que su pena es finita y acabará. Dante se va purificando de sus pecados en cada nivel porque un ángel en cada uno le va borrando una letra de una escritura que le han puesto encima. Allí encuentra a famosos poetas, entre ellos a Publio Papinio Estacio, autor de la Tebaida.

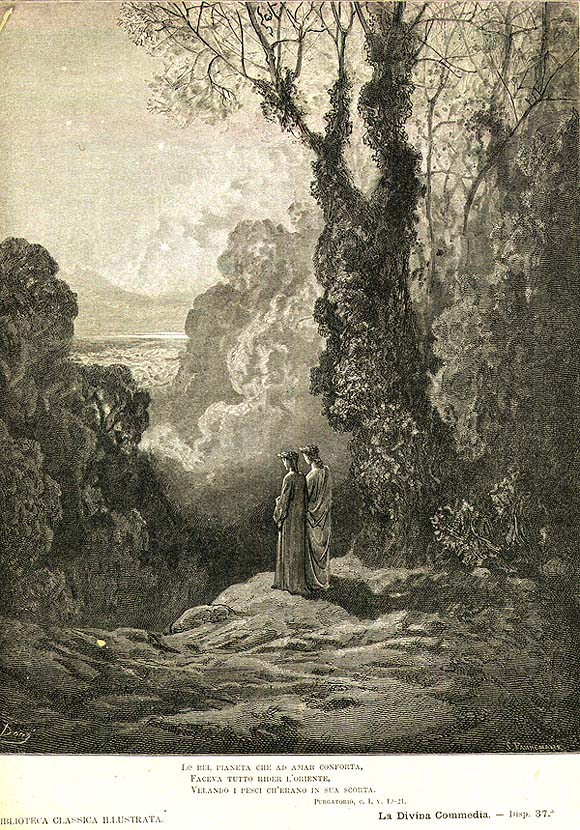
El primer canto del Purgatorio, ilustrado por Gustave Doré.

Esta parte comienza propiamente con la salida del infierno a través de la natural burella. Dante y Virgilio llegan así al hemisferio sur terrestre (que se creía por completo bajo las aguas), donde en medio de ellas se halla la montaña del Purgatorio, creada con la tierra utilizada para crear el abismo del Infierno, cuando Lucifer fue expulsado del Paraíso tras rebelarse contra Dios. Tras salir del túnel llegan a una playa, donde encuentran a Catón el Joven, que se desempeña como guardián del Purgatorio. Teniendo que emprender el ascenso de la empinada montaña, que resulta imposible escalar, es tan empinada que Dante tiene que preguntar a algunas almas cuál es el pasaje más cercano; éstos pertenecen al grupo de los negligentes, los muertos en estado de excomunión, que viven en el Ante-purgatorio. Un personaje notable de este lugar es Manfredo de Sicilia. Junto a los que por pereza tardaron en arrepentirse, los muertos violentamente y a los principios negligentes, de hecho, esperan el tiempo de purificación necesario para poder acceder al Purgatorio propiamente dicho. En la entrada del valle donde se encuentran los principios negligentes, Dante, siguiendo las indicaciones de Virgilio, pide indicaciones a un alma que resulta ser el guardián del valle, un compatriota de Virgilio, Sordello, que será su guía hasta la puerta del Purgatorio.
Tras llegar al final del Antepurgatorio, tras un valle florecido, los dos cruzan la puerta del Purgatorio, que custodia un ángel con una espada de fuego, que parece tener vida propia. Está precedido por tres jardines, el primero de mármol blanco, el segundo de una piedra oscura y el tercero y último de pórfido rojo. El ángel, sentado en el solio de diamante y apoyando los pies en el escalón rojo, marca siete "p" en la frente de Dante y abre la puerta con dos llaves, una de plata y otra de oro, que San Pedro le dio, y los dos poetas se adentran en el segundo reino.

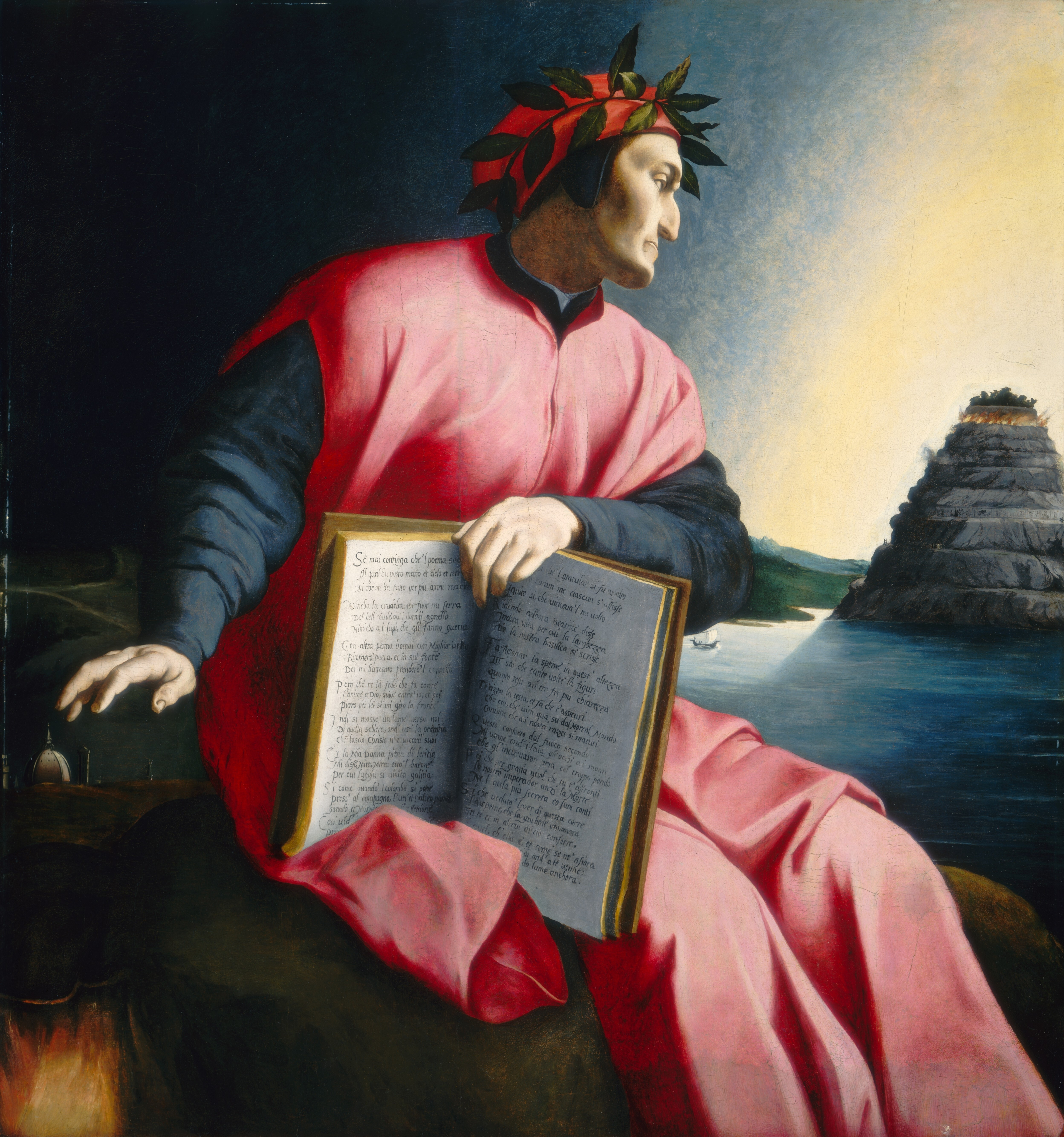
Dante y la montaña del Purgatorio.

El Purgatorio se divide en siete cornisas, donde las almas expían sus pecados para purificarse antes de entrar al Paraíso. Al contrario del infierno, donde los pecados se agravan a medida que se avanza en los círculos, en el Purgatorio la base de la montaña, es decir la cornisa I, alberga a quienes padecen las culpas más graves, mientras que en la cumbre, cerca del Edén, se encuentran los pecadores menos culpables. Las almas no son castigadas para siempre, ni por una sola culpa, como en el primer reino, pero expían una pena equivalente a los pecados durante la vida.
En la primera cornisa, Dante y Virgilio encuentran a los orgullosos, en la segunda a los envidiosos, en la tercera a los iracundos, en la cuarta a los perezosos, en la quinta a los avaros y a los pródigos. En esta encuentran el alma de Cecilio Estacio tras un terremoto (que se produce cada vez que se libera un alma) y un canto Gloria in excelsis Deo. En vida este personaje fue en exceso pródigo. Tras años de expiación siente el deseo de guiarlos hasta la cumbre, a través de la sexta cornisa, donde expían sus culpas los golosos, que lucen delgadísimos, y la séptima, donde se encuentran los lujuriosos, envueltos en llamas. Dante recuerda que Estacio se convirtió gracias a Virgilio y a sus obras, en particular la Eneida y las Bucólicas, que le mostraron la importancia de la fe cristiana y el error de su vicio. En ese sentido, Virgilio lo iluminó permaneciendo él en la oscuridad. Virgilio fue un profeta sin saberlo, pues llevó a Estacio a la fe pero él, pudiendo tan solo entreverla, no pudo salvarse, y deberá habitar hasta la eternidad en el Limbo. Es en esta repisa de los lujuriosos donde se encuentra Dante a sus amigos poetas de lo que él mismo bautiza como dolce stil novo ("Purgatorio", canto XXIV, v. 57). En la séptima cornisa, los tres tienen que atravesar un muro de fuego, tras la cual hay una escalera, por la que se entra al Paraíso terrestre. Dante se muestra asustado y es confortado por Virgilio. Allí, donde vivieron Adán y Eva prima del pecado, Virgilio y Dante tienen que despedirse, porque el poeta latino no es digno de conducirlo en el Paraíso. Pero Beatriz sí.
Aquí Dante se encuentra con Santa Matilde, la personificación de la felicidad perfecta, precedente al pecado original, que le muestra los dos ríos, Lete, que hace olvidar los pecados, y Eunoe, que devuelve la memoria del bien realizado, y se ofrece a reunirlo con Beatriz, que pronto llegará. Beatriz le llama severamente la atención a Dante y después le propone verla sin el velo. El poeta, por su parte, busca a su maestro Virgilio, que ya no se encuentra con él. Tras beber las aguas del Lete y del Eunoe, que hacen olvidar las cosas malas y recordar las buenas, el poeta sigue a Beatriz hacia el tercer y último reino, el del Paraíso.

### Paraíso

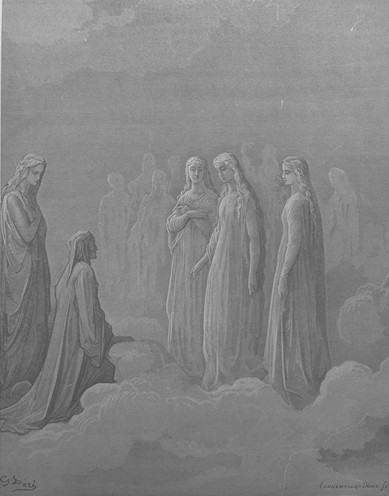
Paraíso III, 16. Dante y Beatriz en el cielo de la Luna. Grabado de la serie de Gustave Doré.

Libre de todo pecado, Dante puede ascender al Paraíso, lo que hace junto a Beatriz en condiciones que desafían las leyes físicas, encadenando milagros, lo cual es más bien natural dado el lugar en el cual se desarrolla el poema. Dentro del recorrido será de hecho de gran importancia que el nombre de Beatriz signifique "dadora de felicidad" y "beatificadora", pues en esta sección de la Comedia ella releva a Virgilio en la función de guía. En efecto, a través de este personaje, el autor expresa en los treinta y tres cantos de la sección varios razonamientos teológicos y filosóficos de gran sutileza.
Sin embargo, el poeta expresa desde un principio la gran dificultad que significa transmitir el recorrido emocional y físico de trashumanar, es decir, ir más allá de las condiciones de la vida terrenal. Sin embargo, confía en el apoyo del Espíritu Santo (el buen Apolo) y en el hecho de que pese a sus falencias, su esfuerzo descriptivo será emulado y continuado por otros (canto I, 34). En la introducción del canto II, el autor reitera que para entender las alegorías de la obra es indispensable tener de antemano muy amplios conocimientos en las materias que se van a tratar (II, 1-15).
El Paraíso está compuesto por nueve círculos concéntricos correspondientes a los nueve órdenes angélicos de la Jerarquía celestial / Περὶ τῆς οὐρανίου ἱεραρχίας, obra compuesta por Pseudo Dionisio Areopagita (ángeles, arcángeles, principados, potestades, virtudes, dominaciones, tronos, querubines y serafines), en cuyo centro se encuentra la Tierra. En cada uno de estos cielos, en donde se encuentra cada uno de los planetas, se encuentran los beatos, más cercanos a Dios en función de su grado de beatitud. Pero las almas del Paraíso no están mejor unas que otras y ninguna desea encontrarse en mejores condiciones que las que le corresponden, pues la caridad no permite desear más que lo que se tiene (II, 70-87). De hecho, a cada alma al nacer Dios le dio cierta cantidad de gracia según criterios insondables, en función de los cuales gozan aquellas de los diferentes grados de beatitud. Antes de llegar al primer cielo el poeta y Beatriz atraviesan la Esfera de fuego.

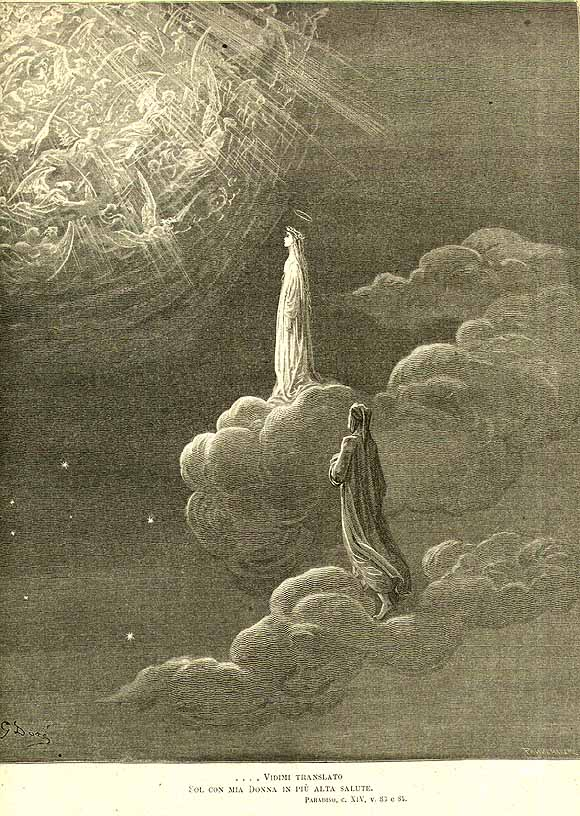
Canto XIV, 85-87. El cielo de Marte.

En el primer cielo, que es el de la Luna, se encuentran quienes no cumplieron con sus promesas (Angeli), como la madre de Federico II, Constanza I de Sicilia. En el segundo, el de Mercurio, residen quienes hicieron el bien para obtener gloria y fama, pero no dirigiéndose al bien divino (Arcangeli). En el tercero, de Venus, se encuentran las almas de los "espíritus amantes" (Principati). En el cuarto, del Sol, los "espíritus sabios" (Potestà). En el quinto, de Marte, los "espíritus militantes" de los combatientes por la fe (Virtù). En el sexto, de Júpiter, los "espíritus gobernantes justos" (Dominazioni).
En el séptimo cielo, de Saturno, de los "espíritus contemplativos" (Troni), Beatriz deja de sonreír, como lo había hecho hasta entonces. Desde ese punto en adelante su sonrisa desaparece, pues por la cercanía de Dios su luminosidad resultaría imposible de contemplar. En este último cielo residen los "espíritus contemplativos". Desde allí Beatriz eleva a Dante hasta el cielo de las estrellas fijas, donde no están más repartidos los beatos, sino las "almas triunfantes", que cantan en honor a Cristo y María, a quien Dante alcanza a ver. Desde ese cielo, además, el poeta observa el mundo debajo de sí, los siete planetas, sus movimientos y la Tierra, muy pequeña e insignificante en comparación con la grandeza de Dios (Cherubini). Antes de continuar, Dante debe sostener una especie de "examen" de las tres virtudes teologales: Fe, Esperanza y Caridad, por parte de tres profesores particulares: San Pedro, Santiago y San Juan. Por lo tanto, después de un último vistazo al planeta, Dante y Beatriz ascienden al cielo, el Primo Mobile o Cristallino, el cielo más externo, origen del movimiento y del tiempo universal (Serafini).

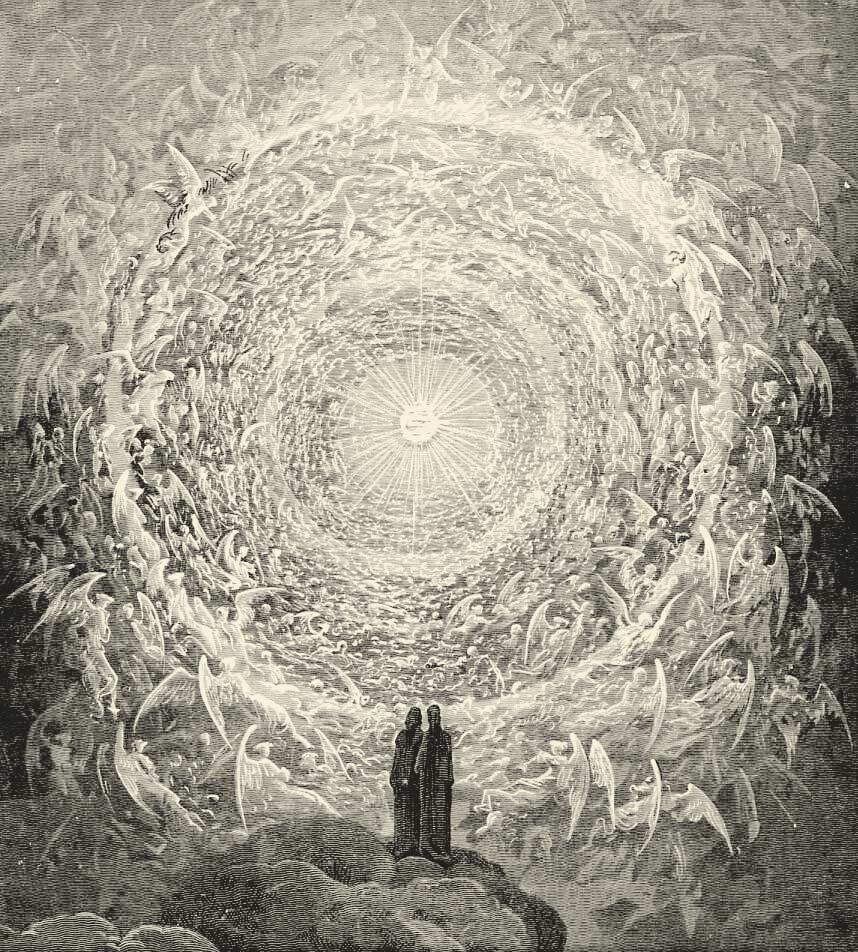
Canto XXXI. Llegada del protagonista al Empíreo. Por Gustave Doré.

En este lugar, tras levantar la mirada, Dante ve un punto muy luminoso, rodeado por nueve círculos de fuego, girando alrededor de ella; el punto, explica Beatriz, es Dios, y a su alrededor se mueven los nueve coros angelicales, divididos por cantidad de virtud. Superado el último cielo, los dos ascienden al Empíreo, donde se encuentra la "rosa de los beatos", una estructura en forma de anfiteatro, en el cual, sobre la grada más alta está la Virgen María. Aquí, en la inmensa multitud de los beatos, están los más grandes de los santos y las figuras más importantes de la Biblia, como San Agustín, San Benito de Nursia, San Francisco, y también Eva, Raquel, Sara y Rebeca. Cada alma es un pétalo de esa rosa.
Desde aquí Dante observa finalmente la luz de Dios, gracias a la intervención de María a la cual San Bernardo (guía de Dante de la última parte del viaje) había pedido ayuda para que Dante pudiese ver a Dios y sostener la visión de lo divino, penetrándola con la mirada hasta que se une con Él, viendo así la perfecta unión de toda la realidad, la explicación de toda la grandeza. En el punto más central de esa gran luz Dante ve tres círculos, las tres personas de la Trinidad, el segundo del cual tiene imagen humana, signo de la naturaleza humana y divina al mismo tiempo, de Cristo. Cuando trata de penetrar aún más el misterio su intelecto flaquea, pero en un excessus mentis su alma es tomada por la iluminación, la armonía que da la visión de Dios, en el canto XXXIII (145), del amor que mueve el sol y las otras estrellas (L'amor che move el sole e l'altre stelle). Por la grandiosa luz del último cielo, Dante queda ofuscado, concluyendo así la Divina comedia.

## Traducciones
Como clásico de la literatura universal, la Divina comedia ha tenido traducciones, en varias épocas, en al menos 25 lenguas. Cabe destacar:
- La primera traducción al castellano fue la medieval de Enrique de Villena. La primera impresa la hizo Pedro Fernández de Villegas y fue parcial: solo el Infierno (Burgos: Fadrique de Basilea, 1515). Después hubo que esperar hasta el siglo XIX, cuando se vertió ocho veces completa y directamente del italiano al español (Manuel Aranda San Juan, Pedro Puigbó, Cayetano Rosell, José María Carulla, J. Sánchez Morales, Juan de la Pezuela, J. A. R. y Enrique de Montalbán). En tercetos encadenados lo hizo Juan de la Pezuela, Conde de Cheste, y Ángel Crespo en el siglo XX; por lo menos diecinueve nuevas se hicieron al español en los siglos XX y XXI a fecha de 2018. Entre las nuevas traducciones de nota publicadas desde finales de los años 70, está la de Ángel Crespo en tercetos encadenados (Seix Barral, 1977), galardonada con el premio nacional de traducción, la de Luis Martínez de Merlo para Editorial Cátedra (1988, revisada en 2013), en endecasílabos blancos de ritmo yámbico, marcadamente fiel al original, y la de Abilio Echeverría para Alianza Editorial (1995), en tercetos encadenados. Son beneméritas también la de Bartolomé Mitre, en tercetos, pero incompleta y decimonónica, y la de Nicolás González Ruiz. En prosa la más actual es la del romanista Ángel Chiclana, publicada en 1993, en realidad, una revisión de la de Enrique Rodríguez Vilanova y Francesc Sales Coderch, publicada por Bruguera en su colección Joyas Literarias en 1968 y, posteriormente, por Espasa-Calpe en varias reediciones. En 2018, vio a la luz una nueva traducción de José María Micó para Editorial Acantilado, en una versión que el editor presenta como "legible, cercana y fiel".[7][8] En 2021, se publicó una edición bilingüe vertida en endecasílabos blancos a cargo de Juan Barja y Patxi Lanceros para Abada Editores, que incluye 300 páginas de notas y comentarios, bibliografías, índices de nombres, el ensayo iconográfico de Juan Calatrava Cosas notables y la reproducción por primera vez de las ilustraciones de Sandro Botticelli para la Commedia.[9][10] En 2021, vio la luz también la magistral traducción de Jorge Gimeno, publicada por el prestigioso sello Penguin Clásicos, la cual obtuvo el Premio Nacional de Traducción (2022) del Ministerio de Cultura de Italia;[11] se trata de una versión en endecasílabos blancos de gran altura poética, más fiel al original que la de Micó, y que devuelve a Dante su frescura original; las notas y comentarios de Gimeno, situadas al final de cada uno de los tres volúmenes, son iluminadoras y facilitan la lectura, lo mismo que los prólogos y la introducción general. En catalán se dispone de varias versiones, la primera de 1429, en verso, por Andreu Febrer, y las modernas de Josep Maria de Sagarra y Joan Francesc Mira.
- Antoine de Rivarol (1753-1801) y Lamennais (1782-1854) hicieron sus respectivas traducciones al francés.[12][13]
- Henry Wadsworth Longfellow (1807-1882) fue el primer estadounidense en traducirla al inglés, en endecasílabos blancos, completando su obra en 1867.[14]
- Giovanni Peterlongo (1856–1941) la ha traducido al esperanto.[15]
- Mons. Pádraig de Brún (1889-1960) logró una versión en gaélico irlandés, publicada póstumamente.[16]
- La primera traducción al latín fue la de Giovanni Bertoldi da Serravalle, obispo de Fermo y de Fano, durante el Concilio de Constanza. La traducción se culminó en 1417 y su primera impresión recién en 1891.[17]
- Mihály Babits (1883-1941) hizo la primera traducción al húngaro entre 1913 y 1923.
- El estadista argentino Bartolomé Mitre (1821-1906) hizo una traducción al castellano en 1894.[18]
- El italianista español Ángel Chiclana (1935-1998) realizó una retraducción en prosa al castellano, basada en una previa de la editorial Bruguera (1968).[19]
- Julio Úbeda Maldonado: traducción de la obra al castellano en verso, por primera vez en la historia, utilizando tercetos de rima asonante. Primera edición realizada en diciembre de 1983 y la segunda en ese mismo mes de 1996.
- Las primeras traducciones al idioma ruso datan del siglo XIX.[20] La magistral traducción, realizada entre 1936 y 1942 y considerada como clásica hasta hoy, pertenece al poeta y traductor Mijaíl Lozinski (en) quien empleó tercetos encadenados en su versión.

## Influencia en otras obras literarias y musicales
El poemario Siete caminos para Beatriz, de Ernesto Pérez Zúñiga (Fundación José Manuel Lara-Vandalia), está basado en la figura de Beatriz de la Divina comedia.
El poemario El Dante en Toledo, de Juan Antonio Villacanas, igualmente estructurado en Cantos, toma a la Divina comedia y a Dante como punto de partida del recorrido lírico, histórico y social del poeta toledano por su ciudad natal.
Por otra parte, la música se ha visto igualmente influenciada por el célebre poema. Por citar algunos ejemplos, Sinfonía de la Divina Comedia de Dante (S. 109) o simplemente Sinfonía Dante, de Franz Liszt; Francesca da Rimini (Opus 32), de Piotr Ilich Chaikovski; Francesca da Rimini de Serguéi Rajmáninov; El tríptico, de Giacomo Puccini; La Divina Comedia Sinfonía n.º 1, de Robert William Smith; Divina comedia, de Roberto García de Mesa, entre otros.

## Homenajes
En 2021, el asteroide (65487) Divinacommedia fue nombrado así por este poema.